# Caposaldo Colle della Croce - Colle San Carlo
Il Caposaldo Colle della Croce - Colle San Carlo, nei comuni valdostani di Morgex e La Thuile, è uno dei capisaldi del "Gruppo Piccolo San Bernardo" del Sottosettore X/b Piccolo San Bernardo, insieme al Caposaldo Belvedere, al Caposaldo Piccolo San Bernardo e al Caposaldo Verney, volti a fronteggiare un eventuale nemico proveniente dal Piccolo San Bernardo.
Esso fa parte del X Settore di Copertura Baltea, uno dei dieci settori in cui venne diviso il Vallo alpino occidentale.

## Storia
Se le prime fortificazioni moderne in Valle d'Aosta sono realizzate già a partire dal 1924, è solo nella seconda metà degli anni Trenta del Novecento che vengono costruiti nuovi fortini e rimodernate le strutture esistenti per il vallo alpino: nel territorio di Morgex vengono quindi edificate alcune opere di tipo 7000, ma è solo nel 1941 che per rafforzare il sistema difensivo della direttrice del Piccolo San Bernardo sulle linee di confine è progettata una prima linea arretrata sul Colle San Carlo o Colle d'Arpy.
Alla fine del conflitto bellico, secondo le direttive dei Trattati di Parigi del 1947, molte strutture sul confine sono distrutte o, per motivi economici, semplicemente disarmate e abbandonate.

## Descrizione
Come riportato Marco Boglione, il caposaldo comprende le fortificazioni del Colle della Croce (opere 9 e 10) e le fortificazioni del Colle San Carlo (opere 12, 14, 15 e la batteria della Testa d'Arpy).